# Луксембург (град)
Луксембург (лукс. Lëtzebuerg, фр. Luxemburg) је главни и највећи град Луксембурга. Према подацима из 2025. има 136.208 становника. Важан је финансијски центар и једно од три управна седишта Европске уније (остала два су Брисел и Стразбур). Унеско је старе квартове и утврђења Луксембурга уврстио у Светску баштину.

## Географија
Град се налази на 334 метра надморске висине, на ушћу реке Петрус у Алзет. Простире се на 51,24 km².
Град се налази у умереној климатској зони на прелазу из морске у континенталну. Зиме су топле и преовлађују температуре у плусу а лета су прохладна и температура ретко прелази 20 степени. Током целе године падају кише па су ведри дани ретки.
Флора и фауна су континенталне. Преовлађују храстове и букове шуме у којима живе веверице, јелени и срне. У градским парковима гаје се биљке попут ораха, кајсије и шимшира.

## Историја града
У првим писаним изворима Луксембург се спомиње 963. године. Статус града Луксембург је добио 1244. Град је често мењао власт, па је од 1606. до 1684. и од 1697. до 1724. припадао Шпанији а од 1684. до 1697. и од 1794. до 1815. Француској. Поред тога Луксембург је био под аустријском управом између 1714. и 1794. Коначно је стекао независност 1815. Током Првог и Другог светског рата Луксембург је био под немачком управом. У послератном периоду град се активно развијао, а у данашње време важи за један од најразвијенијих градова у Европи.

## Становништво
Луксембург је град са свега 92 хиљаде становника.
Становници се служе немачким и француским језиком, а поред њих у употреби је и луксембуршки језик који је настао из покрајинских дијалеката немачког језика са великим бројем речи из француског. Сва ова три језика су званична. Широко су распрострањени још енглески језик и језици имиграната.
Већина становника су католици.
Попис 15. фебруара 2010:
| Националност  | Популација | %      |
| ------------- | ---------- | ------ |
| Луксембуржани | 35.534     | 46,34% |
| Португалци    | 12.565     | 16,38% |
| Холанђани     | 9.725      | 12,68% |
| Французи      | 6.558      | 8,55%  |
| Италијани     | 5.052      | 6,59%  |
| Белгијанци    | 2.803      | 3,66%  |
| Немци         | 2.307      | 3,01%  |
| Срби          | 2.144      | 2,80%  |

## Знаменитости
- Неоготичка богородична катедрала (Notre Dame)
- Градско утврђење
- Палата великог војводе
- Ратни споменик
- Манастир Нојминстер (Neumünster)
- Оружана палата
- Адолфов мост
- Градска кућа

Град је седиште универзитета, Радио Луксембурга, више институција ЕУ као Европски суд правде.
У предграђу Луксембурга налази се гробље америчких војника погинулих у Другом светском рату. Ту је сахрањен и генерал Џорџ Патон.

## Привреда
Од времена индустријске револуције у Луксембургу је развијена индустрија гвожђа и челика. Данас је у Луксембургу централа највећег светског произвођача челика Арцелор Митал (Arcelor Mittal). То предузеће је настало 2007. уједињењем луксембуршког концерна Арцелор и индијског концерна Митал стил (Mittal Steel).
Друга кључна привредна грана је банкарство које је потпомогнуто централним положајем земље у Европи и повољном финансијском и пореском политиком Луксембурга у послератном раздобљу. Финансијске институције су већином смештене у четврти Кирхберг.

## Партнерски градови
- Праг
- London Borough of Camden
- Мец

## Галерија
- Централна банка у Луксембургу
- Луксембуршка башта
- Луксембург